# Adam Hensel
Adam Hensel – polski prawnik.

## Życiorys
Był synem Henryka Hensla, pułkownika wojska polskich z 1831 i marszałka dóbr Alfreda Potockiego.
Ukończył naukę w Gimnazjum w Rzeszowie oraz studia w Krakowie. Uczestniczył w powstaniu styczniowym 1863. Wstąpił do służby sądowniczej. Początkowo pracował jako praktykant w Dubiecku. Później był zastępcą prokuratora w Złoczowie oraz przez osiem lat prokuratorem w Stanisławowie. Stamtąd w charakterze radcy został przeniesiony do C. K. Wyższego Sądu we Lwowie. Otrzymał tytuł radcy dworu. Po czterech latach został skierowany do Najwyższego Trybunału Kasacyjnego w Wiedniu. Tam został mianowany prezydentem Senatu. Zajmował się przede wszystkim sprawami galicyjskimi. Na stanowisku pozostał przez 13 lat. Z dniem 1 kwietnia przeszedł w stan spoczynku. Przy tej okazji został wyniesiony przez cesarza do stanu szlacheckiego.
Ożenił się z hrabianką Dzieduszycką.

## Odznaczenia
austro-węgierskie
- Order Korony Żelaznej III klasy (1898)[2]
- Medal Honorowy za Czterdziestoletnią Wierną Służbę[3]
- Medal Jubileuszowy Pamiątkowy dla Cywilnych Funkcjonariuszów Państwowych[3]
- Krzyż Jubileuszowy dla Cywilnych Funkcjonariuszów Państwowych[3]